# Марти, Штефани
Штефани Марти (нем. Stefanie Marty; род. 16 апреля 1988, Ротентурм, Швиц) — швейцарская хоккейная нападающая и тренер. В составе сборной Швейцарии бронзовый призёр Олимпийских игр 2014 года и чемпионата мира 2012 года. Лучший снайпер олимпийского турнира 2010 года вместе с канадкой Меган Агоста (забили по 9 шайб). Также участница Олимпийских игр 2006 года. Лучшая хоккеистка Швейцарии 2005 года. Выступала за команду Сиракьюсского университета в лиге NCAA.
Сестра-близнец другой хоккеистки, партнера по сборной Швейцарии — Юлии Марти.